# Mirsad Ahmeti
Mirsad Ahmeti – chorwacki bokser, medalista mistrzostw Europy 2006 oraz zdobywca 3. miejsca na Mistrzostwach Unii Europejskiej 2008 w Cetniewie.